# Артур Ґроттґер
Артур Ґроттґер (пол. Artur Grottger; 11 листопада 1837, Отиневичі — 13 грудня 1867, Амелі-ле-Бен-Палальда, Франція) — польський живописець, один із провідних представників романтизму в польському мистецтві, ілюстратор, рисувальник, автор циклу творів на тему січневого повстання 1863—1864 рр.

### Родина
Батько художника, Ян Юзеф Ґроттґер, був нешлюбним сином радника суду в Тарнові Гілярія Семяновського (Hilary Siemianowski). Після народження мав дошлюбне прізвище своєї матері — французької гувернантки панни Ґроттґер, яка приїхала зі Швейцарії. Семяновський дбав про освіту й виховання сина, навіть оплатив його навчання в Академії образотворчих мистецтв у Відні. Після досягнення повноліття Ян Юзеф Ґроттґер отримав від батька в державлення (оренду) один з його маєтків в Отине́вичах. Гілярій Семяновський перед смертю залишив синові спадок у розмірі 10000 золотих ринських готівкою. Ян Юзеф Ґроттґер брав участь у Листопадовому повстанні, був ротмістром 5-го кавалерійського полку «Варшавські діти».
Він одружився з Кристиною Благао де Ходієтов (Krystyna Blahao de Chodietow), дочкою колишнього угорського офіцера гусарів, старшим чиновником шляхетського двору у Львові, етнічного хорвата.
Артур Ґроттґер був першою дитиною цієї пари. У нього була сестра Марія (1839 р.н.) і два брати Ярослав (1840 р.н.) та Олександр (1842 р.н.).

## Життєпис
Артур Ґроттґер народився 11 листопада 1837 року в селі Отине́вичах (нині — Стрийського району (до липня 2020 року — Жидачівського району) Львівської области).
Перші уроки домашнього малювання йому давав батько, пристрасний живописець. Одинадцятирічним хлопчиком Артур був зарахований до майстерні львівського художника Яна Машковського, де протягом багатьох років дружив із синами: Рафалом, Каролем, Марселі, який також згодом став художником. У Львові у 1850 р. він також познайомився з Юліушем Коссаком, який давав йому художні консультації.
Навесні 1851 р. на виставці одного із львівських художніх магазинів баварський граф Александр Паппенгейм помітив симпатичну акварельну картину, на якій була зображена погоня польських уланів за татарами. Придбавши її, він запитав продавця про автора і з подивом дізнався, що це перша робота 14-річного хлопчика Артура Ґроттґер. Він вирішив познайомитися з автором, що згодом призвело до тривалої дружби, завдяки якій молодий художник здобув захисника та покровителя. Защасливим збігом обставин 16 жовтня 1851 року до Львова прибув австрійський імператор Франц Йосиф I. Друзі Артура порадили, щоб молодий живописець зафіксував в'їзд монарха до міста. Ідею взяв на озброєння граф Агенор Голуховський, тодішній губернатор Галичини та галицький магнат Забельський, дядько Артура, який приймав монарха у власних помешканнях. Франц Йосиф І отримав у подарунок від мешканців Львова акварель Ґроттґера на згадку про відвідини міста, а після повернення до Відня імператор з власних грошей фінансував стипендію в розмірі 20 гульденів на місяць на вивчення Ґроттґером мистецтва живопису спочатку в Кракові, а після у Відні.
У першій половині жовтня 1852 року Артур Ґроттґер прибув до Кракова, де навчався живопису в Школа малювання і живопису в Кракові під керівництвом художників і педагогів Войцєха Статлера, Юзефа Кремера та Владислава Лущкевича. Під час навчання він заприятелював з Анджеєм Грабовським та Александром Рачинським.
Наприкінці 1854 року художник виїхав до Відня, де в 1855—1858 роках навчався в Академія образотворчих мистецтв під керівництвом Карла фон Блааса, Карла Маєра, Карла Вюрцингера та Петера Ґейґера. Він особливо цінував останнього і під його впливом згодом віддавав перевагу чорно-білій графіці перед кольоровим олійним живописом або аквареллю. У Відні художник провів значну частину свого життя, проживаючи там з 1854 по 1865 рік.
У цей період художник досяг успіху як ілюстратор. Він співпрацював з багатьма віденськими журналами, такими як «Museestunden», «Waldheim's Illustierte Zeitung» та «Waldheim's Illustierte Blatter». Там він виступив ілюстратором, який розробляв проєкти дереворитів для дереворитних пресів. Загалом, до 1864 р. він виконав понад 200 ілюстрацій для віденських журналів. Завдяки цій роботі йому вдалося досягти матеріальної стабільності, винаймити помешкання, перевезти зі Львова до Відня матір та сестру. 1858 року художник відвідав баварські міста Трауенсдорф та Ґунс зі своїм покровителем Паппенгеймом. У цей час він також відвідав виставку німецького мистецтва в Мюнхені.
1859 року Ґроттґер розпочав співпрацю з польським періодичним виданням «Postęp», яке видавалося у Відні. У 1863 році художник став його головним редактором.. Після того, як австрійський суд засудив власника видання до 6 місяців арешту, художник фінансував журнал із власної кишені. Під час Січневого повстання Ґроттґер взяв участь у допомозі повстанцям, які рятувались від російського поневолення. 23 грудня 1863 року у віденській квартирі художника був заарештований один із поляків, якого підозрювали у змовницькій діяльності вКракові. Австрійці подали позов проти Ґроттґера, і цісар Франц Йосиф I відкликав свою мистецьку стипендію. Художник позбувся засобів до існування, потрапив у злидні і в липні 1865 року був змушений залишити Відень. У 1864 році молодший брат художника Ярослав за участь у Січневому повстанні був засланий до Сибіру.
Через постійні фінансові проблеми Ґроттґер блукав Галичиною від садиби до садиби, заробляючи на життя малюванням на замовлення картин на випадкові, часом банальні сюжети. У цей період він також створив серію чорно-білих малюнків на картоні. Не беручи участі у Січневому повстанні, він створив серії малюнків, які відтворювали його події: «Полонія» (1863), «Литва» (1864—1866), «Варшава»; він створив ескізи для «Полонії» та «Варшави» ще у Відні.

### Історія кохання і смерті
У Львові 13 січня 1866 року у міській Стрільниці на вулиці Курковій (зараз Музей національно-визвольних змагань на вул. Лисенка, 23-а) відбувався великий міщанський бал, на якому судилося зустрітися 16-річній Ванді Монне (пол. Wanda Monné), для якої це був перший бал, та вже доволі відомому 29-річному художникові Артуру Ґроттґеру. Ця зустріч породила спонтанне кохання, яке було сповнене багатьма романтичними зустрічами й довгими екзальтованими листами. Їхнє кохання було настільки високим і прекрасним, що стало легендою. Ванда стала музою Ґроттґера в мистецтві. Він освідчився їй, вона відповіла йому взаємністю.
Ніхто з рідних Ванди не був проти їх шлюбу. На перешкоді стояли лише борги Артура та його неспроможність утримувати сім'ю. Хоча Ґроттґера на батьківщині любили та визнавали, проте серйозних замовлень не надходило. До цього він задовільнявся періодичними продажами картин, але тепер розумів, що мусить твердо стати на ноги. Оскільки у Львові це було неможливо, то він подався за кордон, у Париж. Тут він мав намір добре продати свої роботи та назбирати замовлень на майбутнє. Ґроттґер багато працює, відвідує потенційних замовників, живе впроголодь. Від поганого харчування та холоду його астма прогресувала й перейшла у сухоти. Страждаючи від хвороби йому вдалося завершити свій славетний цикл «Війна» та продемонструвати їх на Всесвітній виставці у Парижі. За іронією долі картини було придбано з виставки для австрійського цісаря Франца Йозефа I. При житті його тримало лише кохання до Ванди.
У грудні 1867 року лікарі скерували знесиленого хворобою митця на знаменитий курорт Амелі-ле-Бен у французьких Піренеях — лікувати кровотечу в легенях. Там він і помер у тому ж місяці 13 грудня.
Наречена Ґроттґера Ванда Монне перевезла тіло художника до Львова, де 4 липня 1868 року перепоховала на Личаківському цвинтарі (поле № 5) — на місці, яке він колись обрав під час спільної прогулянки. Його друг Паріс Філіппі створив романтичний надгробок, на якому зображено постать Ванди, яка стоїть на колінах біля хреста, а поруч сокіл із розпростертими крилами — символ вірності та кохання. Під хрестом медальйон із зображенням Ґроттґера, який Ванда вирізьбила власноруч. На могилі написано: «Світлій Його пам'яті цей надгробок поставила Ванда».
Через чотири роки, виконуючи волю Артура, Ванда вийшла заміж за його товариша — художника Кароля Млодніцького. У тодішньому костелі Божого тіла (домініканському соборі) у Львові справа від входу є пам'ятник-епітафія, схожа на надгробок Ґроттґера (скульптор — знаменитий Ципріан Годебський). Його на схилі віку замовила Ванда Млодніцька як символ безустанних молитов за душу Артура.
Ванда Млодніцька — польська письменниця і перекладачка — померла 2 лютого 1923 року у віці 72 років і похована на Личаківському цвинтарі разом з донькою поетесою Марилею Вольською і зятем.

## Творчість
Артур Гротгер був художником, творчість якого викликала крайні думки у мистецтвознавців. Її характеризували як романтичну та водночас академічну, а стиль — як новаторський та одночасно консервативний. Його оцінюють як представника романтизму, хоча він народився в 1837 році, коли вже спадала хвиля романтизму в живописі. Він помер у 1867 році, коли неоромантизм ще не з'явився. Завдяки тематиці багатьох його творів, натхненних подіями в польській історії, він вважається — поряд з Яном Матейком, Генриком Семирадським та Войцехом Ґерсоном — одним із значних представників польської національної школи історичного живопису. У той же час, перебуваючи у Відні, він також зробив багато ілюстрацій, які відтворюють історію Німеччини та Австрії, у стилі історичної німецької школи та віденського стилю 1850-х років.
Гротгер був плідним художником, і, незважаючи на передчасну смерть, він залишив після себе значний артистичний доробок. На ретроспективній виставці його творів у 1988 р., яка відбулася з нагоди 150-ї річниці від дня народження художника в Національному музеї в Кракові, було зібрано майже 500 його робіт. Він працював у різних жанрах живопису. На виставці в Кракові були представлені малюнки, книжкові ілюстрації, акварелі, ескізи, олійні картини та єдина літографія, зроблена художником.
Деякі твори художника на українську тему: «Українка» (1851), «Хлопчик із Борщовичів» (1860), «Наречена з Врублевичів», малюнки «Гуцули в лісі», «Українки копають картоплю». Він автор ілюстрацій до другого видання (Львів, 1873) драматичної поеми «Анна Освенцімувна» (Anna Oświęncimówna) — твору Миколая Антоневича-Болоза.
Його твори зберігаються в багатьох музеях — Національному музеї у Варшаві, Національному музеї в Кракові, Сілезькому музеї у Катовицях, Національному музеї у Вроцлаві, Музеї образотворчих мистецтв в Будапешті, музеї Вікторії та Альберта у Лондоні, у Львівській національній галереї мистецтв імені Бориса Возницького та інших, а також у приватних колекціях.

## Вшанування
- 1901 року в Кракові було встановлено пам'ятник Артура Ґроттґера;
- колишня вулиця у Львові (нині — вулиця Смольського, бічна Личаківської);
- вулиця у Варшаві (район Мокотув);
- вулиця в Катовицях (район Пйотровиці-Охоєць);
- Національний банк Польщі у 2010 році випустив в обіг дві монети, присвячені Ґроттґеру.
- Пошта Польщі випустила кілька конвертів з марками, які відтворюють його твори.

## Галерея картин Артура Ґроттґера
| Назва                                    | Рік       | Колекція                                   | Ілюстрація |
| ---------------------------------------- | --------- | ------------------------------------------ | ---------- |
| Втеча татарів                            | ok. 1855  |                                            |            |
| Сутичка зі шведами                       | ok. 1856  |                                            |            |
| Портрет дівчинки                         | 1860      |                                            |            |
| Втеча Генриха Валуа з Польщі             | 1860      | Національний музей у Варшаві               |            |
| Молитва барських конфедератів            | 1860      |                                            |            |
| Призов посеред ночі з циклу Полонія      | 1863      | Музей образотворчих мистецтв в Будапешті   |            |
| Клепання кіс з циклу Полонія             | 1863      | Музей образотворчих мистецтв в Будапешті   |            |
| Укриття з циклу Полонія                  | 1863      | Музей образотворчих мистецтв в Будапешті   |            |
| Оборона двору з циклу Полонія            | 1863      | Музей образотворчих мистецтв в Будапешті   |            |
| Жал́обне повідомлення з циклу Полонія     | 1863      | Музей образотворчого мистецтва в Будапешті |            |
| Портрет Розалії Матильди Ґлясер          | 1864      | Сілезький музей у Катовицях                |            |
| На побоїщі з циклу Полонія               | 1866      | Музей образотворчого мистецтва в Будапешті |            |
| Символічний образ Польщі з циклу Полонія | 1863      | Музей образотворчого мистецтва в Будапешті |            |
| Пуща z cyklu Lithuania (Литва)           | 1864      | Національний музей у Кракові               |            |
| Зустріч повстанця                        | 1865      | Національний музей у Кракові               |            |
| Перехід через кордон                     | 1865      | Національний музей у Кракові               |            |
| Прощання з повстанцем                    | 1865–1866 | Національний музей у Кракові               |            |

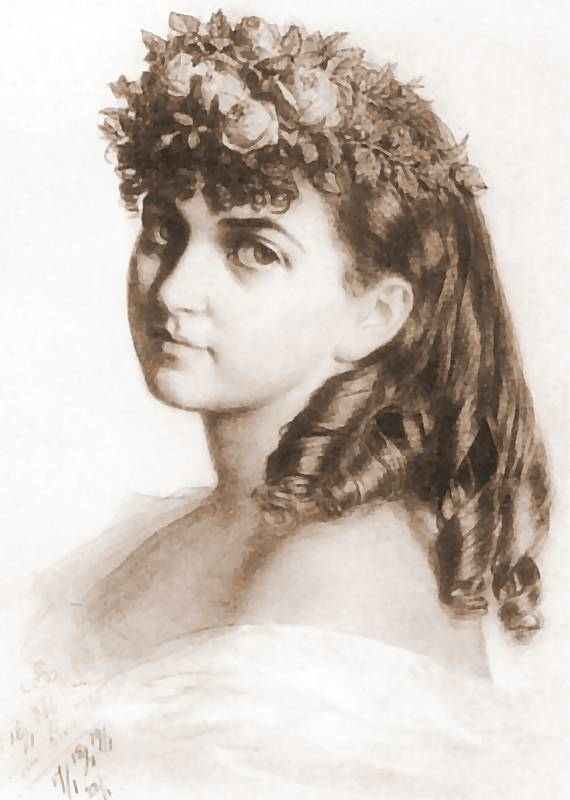
16-річна Ванда Монне
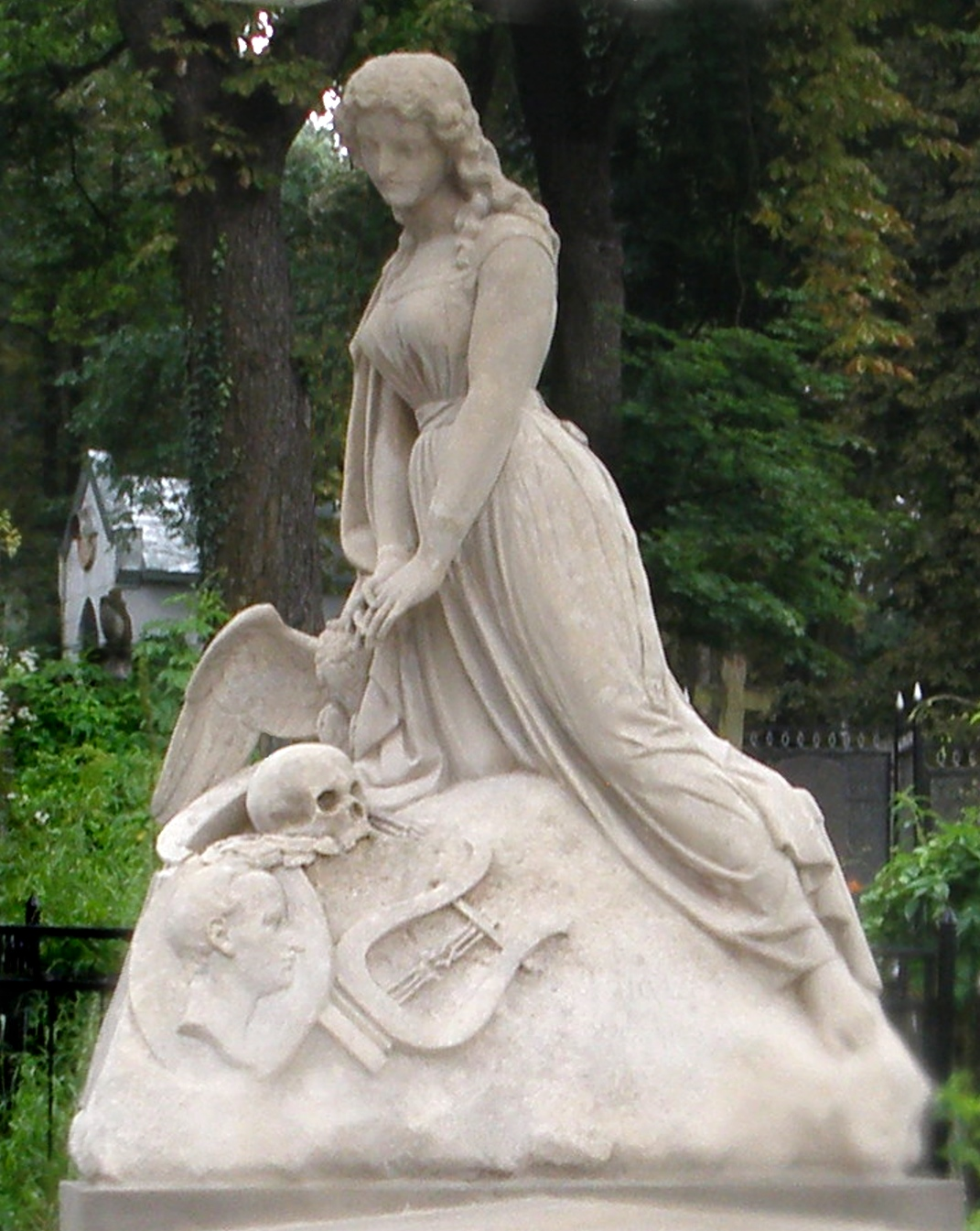
Могила Артура Ґроттґера на Личаківському цвинтарі
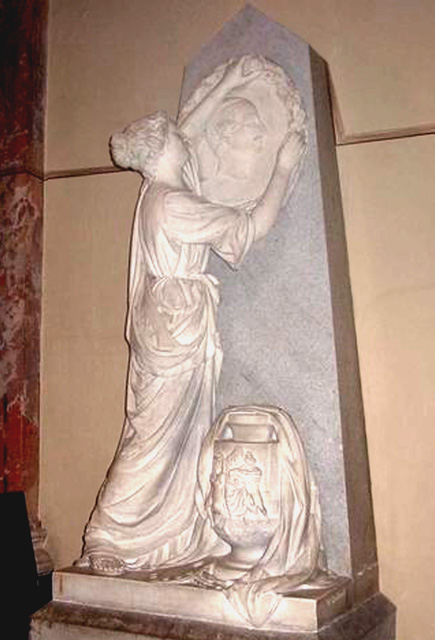
Пам'ятний знак на честь Артура Ґроттґера в домініканському костелі Львова (скульптор Ципріян Годебський)